# ایلیلیا یارمنکو
ایلیلیا یارمنکو (انگلیسی: Illia Yaremenko؛ زادهٔ ۱۴ ژوئیهٔ ۱۹۹۷) ورزشکار ورزش شنا اهل اوکراین است.
وی در مسابقات کشوری و بین‌المللی در مجموع برندهٔ ۳ مدال طلا، ۱ مدال نقره، ۱ مدال برنز شده‌است.